# Tűzföldi karakara
A tűzföldi karakara (Phalcoboenus australis)  a madarak osztályának sólyomalakúak (Falconiformes) rendjéhez, azon belül  a sólyomfélék (Falconidae) családjához tartozó faj.

## Rendszerezése
A fajt Johann Friedrich Gmelin német természettudós írta le 1788-ban, a Falco nembe Falco australis néven.

## Előfordulása
Dél-Amerika déli részén, Falkland-szigeteken körülbelül 500 pár fészkel. Megtalálható Argentínában és Chilében is. Természetes élőhelyei a mérsékelt övi gyepek, valamint tengerpartok, sziklás környezetben. Állandó, nem vonuló faj.

## Megjelenése
Testhossza 65 centiméter, szárnyfesztávolsága 116-125 centiméter, testtömege 1300-1700 gramm. Tollazata majdnem fekete, nyakán és mellén fehéres tollai vannak. Csupasz arcrésze és lába sárga, csüdje vörösesbarna. 
|  |  |

## Életmódja
Pingvin- és albatroszkolóniákon szedi áldozatait.

## Szaporodása
Talajra, kövek közé építi fészkét. Fészekalja 4 tojásból áll.

## Természetvédelmi helyzete
Az elterjedési területe korlátozott, egyedszáma 1000-2499 példány közötti, viszont stabil. A Természetvédelmi Világszövetség Vörös listáján mérsékelten fenyegetett fajként szerepel.